# Cratere Baykonyr
Baykonyr  è un cratere sulla superficie di Marte.